# Christian Ameln (1867–1935)
Christian Gerhard Ameln, född 26 augusti 1867 i Bergen i Norge, död 3 maj 1935 i Oscars församling i Stockholm, var en svensk grosshandlare.
Christian Ameln var son till grosshandlaren C. H. A. Ameln och Marie Jahn samt bror till Robert Ameln. Efter examen från Schartaus handelsinstitut 1884 var han i Tyskland 1885–1886 och blev sedan verkställande direktör för AB Bröderne Ameln (Abba AB). Han satt också i styrelserna för i Upplands enskilda banks avdelningskontor i Stockholm och Svenska Ackumulator AB Jungner.
Han gifte sig 1892 med Gerda Sofia Åberg (1871–1951) och var far till Carl H. A. Ameln (1893–1948) samt farfar till Christian Ameln. Han är begraven i familjegrav på Norra begravningsplatsen i Stockholm.